# Italienische Bischofskonferenz
Die Italienische Bischofskonferenz (it. Conferenza Episcopale Italiana, CEI) ist die offizielle Versammlung aller römisch-katholischen Bischöfe in Italien. Die Italienische Bischofskonferenz vertritt die Gesamtheit aller regionalen Bischofskonferenzen und hat ihren Sitz in Rom. Sie ist Mitglied im Rat der europäischen Bischofskonferenzen (CCEE) und entsendet einen Vertreter zur Kommission der Bischofskonferenzen der Europäischen Gemeinschaft (COMECE).

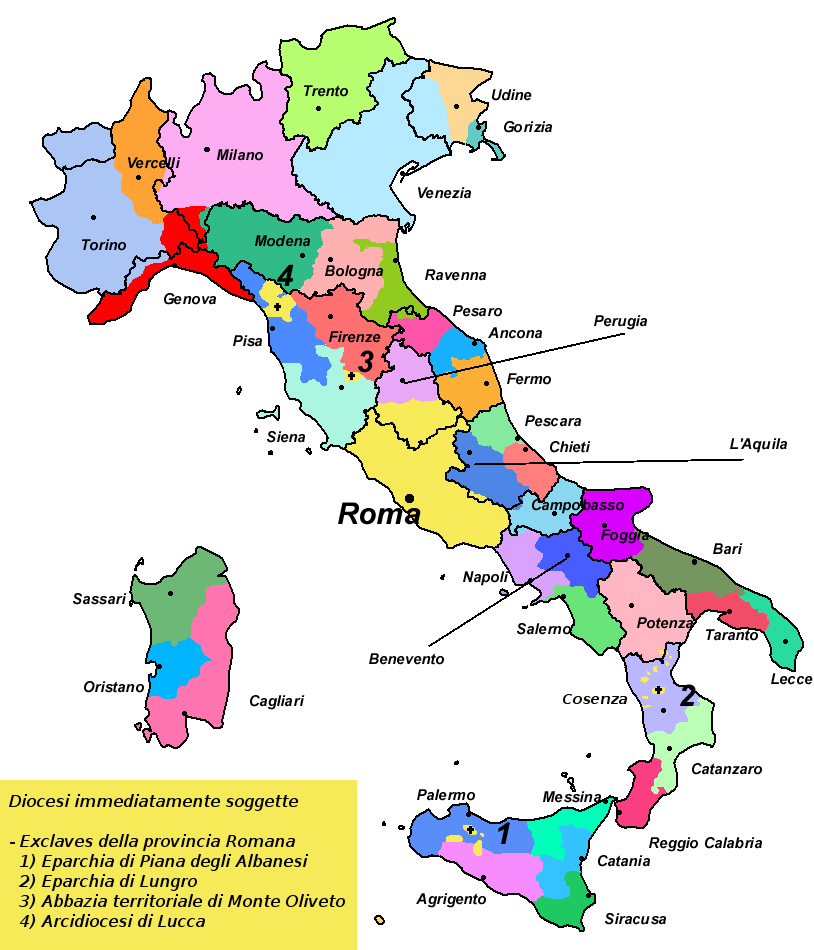
Kirchenprovinzen in Italien

## Aufgabenstellung
Unter dem Leitgedanken, dass jeder von Gott berufene Bischof in der Verantwortung der apostolischen Nachfolge steht, müssen diese ihre Aufgabe als Vikare ihrer Gemeinden erfüllen. Sie stehen daher in der Nachfolge der Apostel und müssen als Kollegium unter der Leitung des römischen Papstes ihr Amt ausfüllen. Die Bischofskonferenz unterliegt der einheitlichen Bestimmungen, die im Codex Iuris Canonici (CIC) festgelegt sind.

## Geschichte
Der Gedanke an eine italienische Bischofskonferenz kam erstmals im Jahre 1946 auf. Doch konnte Kardinal Ernesto Ruffini, Erzbischof von Palermo, Papst Pius XII. erst 1951 dazu bewegen, die Gründung einer Bischofskonferenz für Italien zu gestatten. Damit war der Weg frei für ein erstes Treffen im Januar 1952 in Florenz. Seither gibt es regelmäßige Versammlungen. 1954 wurde ein erstes Statut verabschiedet.
Zunächst gehörten der Konferenz allerdings nicht – anders als heute – sämtliche Bischöfe Italiens an, sondern lediglich die Präsidenten der regionalen Bischofskonferenzen. Diese regionalen Bischofskonferenzen waren bereits 1889 durch die Instruktion Alcuni Arcivescovi vom Heiligen Stuhl zugelassen worden.
Während des Zweiten Vatikanischen Konzils kam es im Jahre 1962 zur ersten Generalversammlung aller italienischen Bischöfe. 1964 wurde dann die Italienische Bischofskonferenz in ihrer heutigen Form institutionalisiert. Nach den 1965 erneuerten Statuten gehören ihr alle Bischöfe Italiens an.

## Gliederung
Das Hauptorgan der Italienischen Bischofskonferenz ist die Generalversammlung, von ihr werden alle Entscheidungen getroffen und deren Ausführung überwacht. Sie tritt wenigstens einmal pro Jahr zusammen, es können auch Sondersitzungen einberufen werden. 
Weitere Führungsgremien sind:
- Das Präsidium
- Der Ständige Rat
- Das Generalsekretariat
- Der Rat für das Geschäfts- und Finanzwesen
- Der Rat für Rechtsfragen

## Präsidium
- Präsident
  - Matteo Maria Kardinal Zuppi, Erzbischof von Bologna (seit 2022)[6]
- Vizepräsidenten
  - für Süditalien: Francesco Savino, Bischof von Cassano all’Jonio
  - für Norditalien: Erio Castellucci, Erzbischof von Modena-Nonantola
- Generalsekretär:
  - Giuseppe Baturi, Erzbischof von Cagliari

## Ständiger Rat
Der Ständige Rat setzt sich zusammen aus dem Präsidium und den Vorsitzenden der regionalen Bischofskonferenzen der 16 Kirchenregionen Italiens: Abruzzen-Molise, Apulien, Basilikata, Emilia-Romagna, Kalabrien, Kampanien, Latium, Ligurien, Lombardei, Marken, Piemont, Sardinien, Sizilien (siehe Sizilianische Bischofskonferenz), Toskana, Triveneto und Umbrien.
Darüber hinaus gehören zum Ständigen Rat alle Präsidenten der Bischöflichen Kommissionen.

## Bischöfliche Kommissionen
1. Glaube und Katechese
2. Liturgie
3. Seelsorge
4. Für das geweihte Leben (Ordensgemeinschaften)
5. Laientum
6. Familie
7. Mission und Zusammenarbeit der Kirchen
8. Dialog und Ökumene
9. Katholische Erziehung, Schulen und Universitäten
10. Leben in Frieden und der Gesellschaft
11. Kultur und Massenmedien
12. Flüchtlinge, Emigranten und Migranten

## Vorsitzende

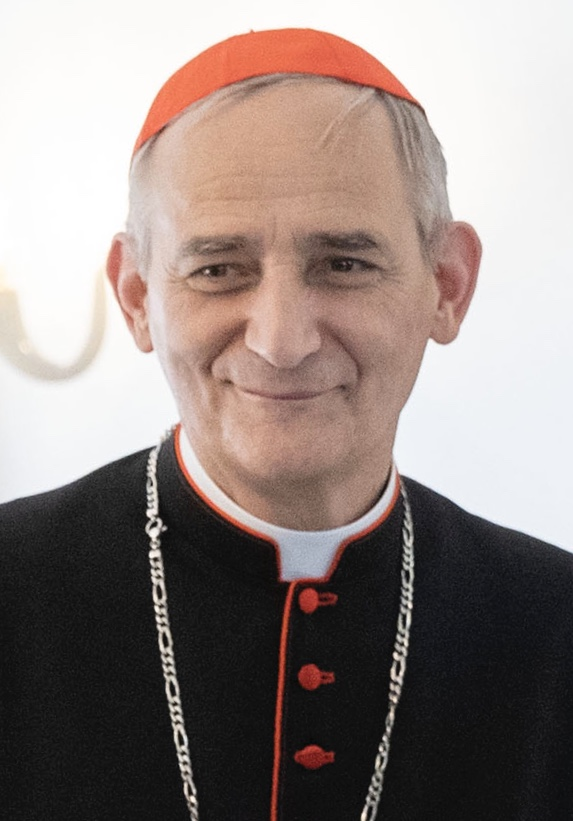
Kardinal Zuppi, amtierender Vorsitzender

- Alfredo Ildefonso Kardinal Schuster OSB, Erzbischof von Mailand (1952–1953)
- Adeodato Giovanni Kardinal Piazza OCD, Kurienkardinal und Patriarch von Venedig (1953–1954)
- Maurilio Kardinal Fossati, Erzbischof von Turin (1954–1958)
- Giuseppe Kardinal Siri, Erzbischof von Genua (1959–1965)
- Giovanni Kardinal Urbani, Patriarch von Venedig (1966–1969)
- Antonio Kardinal Poma, Erzbischof von Bologna (1969–1979)
- Anastasio Alberto Kardinal Ballestrero OCD, Erzbischof von Turin (1979–1985)
- Ugo Kardinal Poletti, Kurienkardinal (1985–1991)
- Camillo Kardinal Ruini, Kurienkardinal (1991–2007)
- Angelo Kardinal Bagnasco, Erzbischof von Genua (2007–2017)
- Gualtiero Kardinal Bassetti, Erzbischof von Perugia-Città della Pieve (2017–2022)
- Matteo Maria Kardinal Zuppi, Erzbischof von Bologna (seit 2022)

Anders als in nahezu allen anderen Bischofskonferenzen wird der Vorsitzende nicht von den Bischöfen gewählt, sondern seit 1959 durch den Papst, der gleichzeitig als Bischof von Rom Primas von Italien ist, ernannt. Auch der Generalsekretär der Italienischen Bischofskonferenz wird nicht gewählt, sondern vom Papst ernannt.

## Unternehmensbeteiligungen
Die Italienische Bischofskonferenz betreibt den katholischen Fernsehsender Sat2000.